# Province de Quillota
La province de Quillota est une province chilienne située dans le centre de la région de Valparaíso. Elle a une superficie de 1 638,7 km2 pour une pobulation de 229 241 habitants. Sa capitale provinciale est la ville de Quillota. Son gouverneur est Nilton Vergara Carroza.

## Communes
La province est divisée en 7 communes :
- Quillota ;
- La Calera ;
- Limache ;
- Nogales ;
- Hijuelas ;
- Olmué ;
- La Cruz.